# James Bond (komiks)
James Bond (tytuł stylizowany na okładkach jako Ian Fleming’s James Bond 007) – amerykańska seria komiksowa autorstwa Warrena Ellisa i Benjamina Percy’ego (scenarzyści) oraz Jasona Mastersa i Raphy Lobosco (rysownicy), wydawana przez Dynamite Entertainment od listopada 2015 roku w formie miesięcznika oraz indywidualnych mini-serii. Polskie tłumaczenie ukazuje się w formie tomów zbiorczych nakładem wydawnictwa Non Stop Comics od 2017 roku.
Seria inspirowana jest cyklem powieści szpiegowskich autorstwa Iana Fleminga o Jamesie Bondzie, brytyjskim agencie służb wywiadowczych. Intencją autorów komiksu jest bliższe nawiązanie do literackiego wizerunku Bonda jako bezwzględnego i cynicznego szpiega i zabójcy niż do filmowych adaptacji cyklu, w których bohater otoczony jest aurą romantyczności.

## Fabuła
James Bond otrzymuje zadanie po zmarłym agencie MI6, który rozpracowywał siatkę europejskich handlarzy narkotykami. Trop wiedzie do Berlina, gdzie Bond spotyka rzekomą pracownicę CIA, mającą wspomóc go w śledztwie. W rzeczywistości jest ona płatną zabójczynią; po nieudanej próbie zamordowania Bonda ucieka. Bond poznaje Slavena Kurjaka, serbskiego wynalazcę protez, który zwabia agenta do swojego laboratorium. Okazuje się, że to Kurjak wynajął zabójczynię i że planuje przejąć kontrolę nad światem, rozprowadzając produkowany przez siebie narkotyk.

## Tomy zbiorcze
| Tom | Tytuł i rok wydania polskiego | Tytuł i rok wydania oryginalnego | Zawartość                          |
| --- | ----------------------------- | -------------------------------- | ---------------------------------- |
| 1   | Warg (2017)                   | Vargr (2016)                     | James Bond zeszyty 1–6             |
| 2   | Eidolon (2018)                | Eidolon (2017)                   | James Bond zeszyty 7–12            |
| 3   |                               | Hammerhead (2017)                | James Bond: Hammerhead zeszyty 1–6 |
| 4   |                               | Black Box (2017)                 | James Bond: Black Box zeszyty 1–6  |